# 液力变矩器

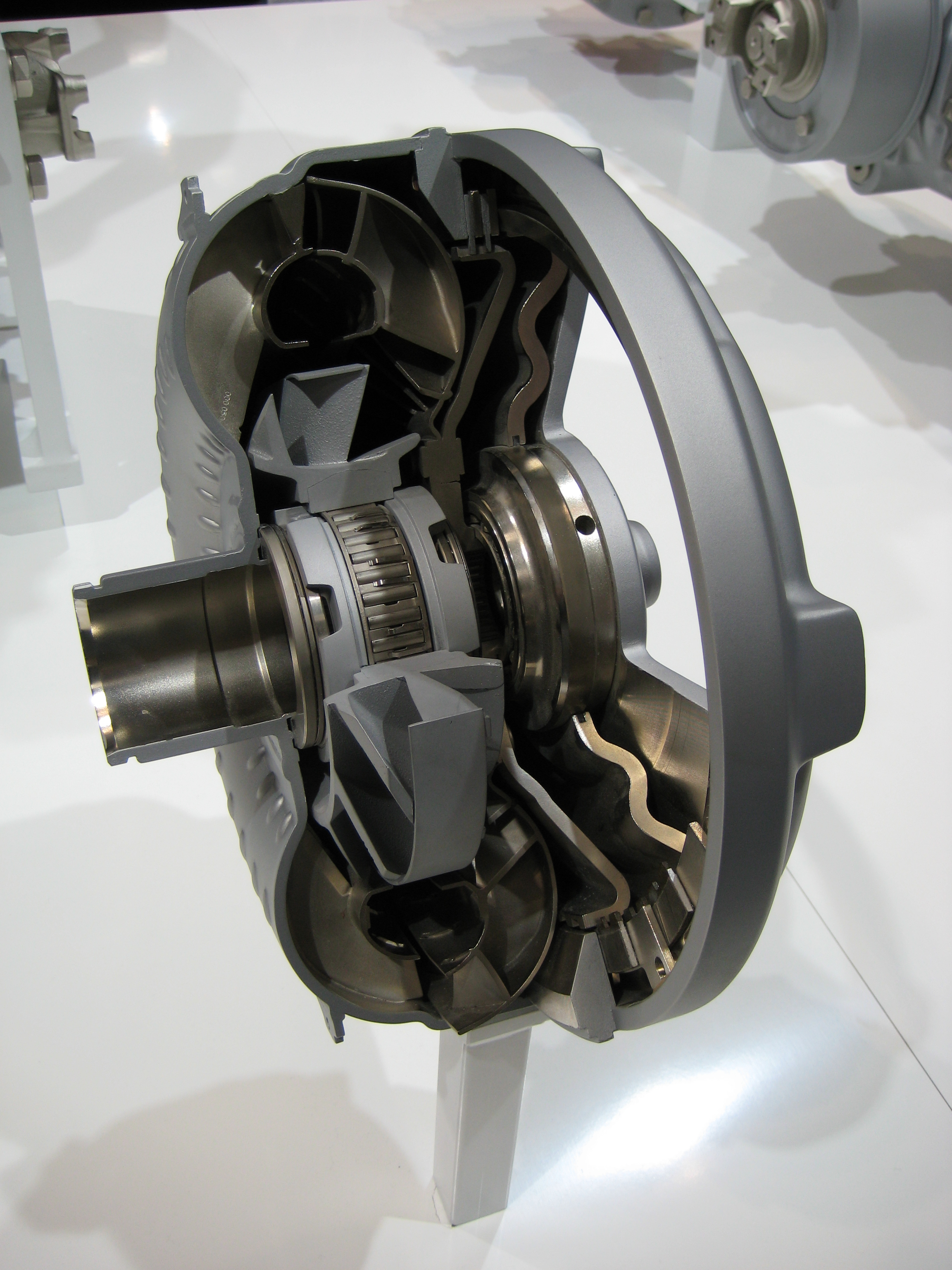
ZF液力变矩器

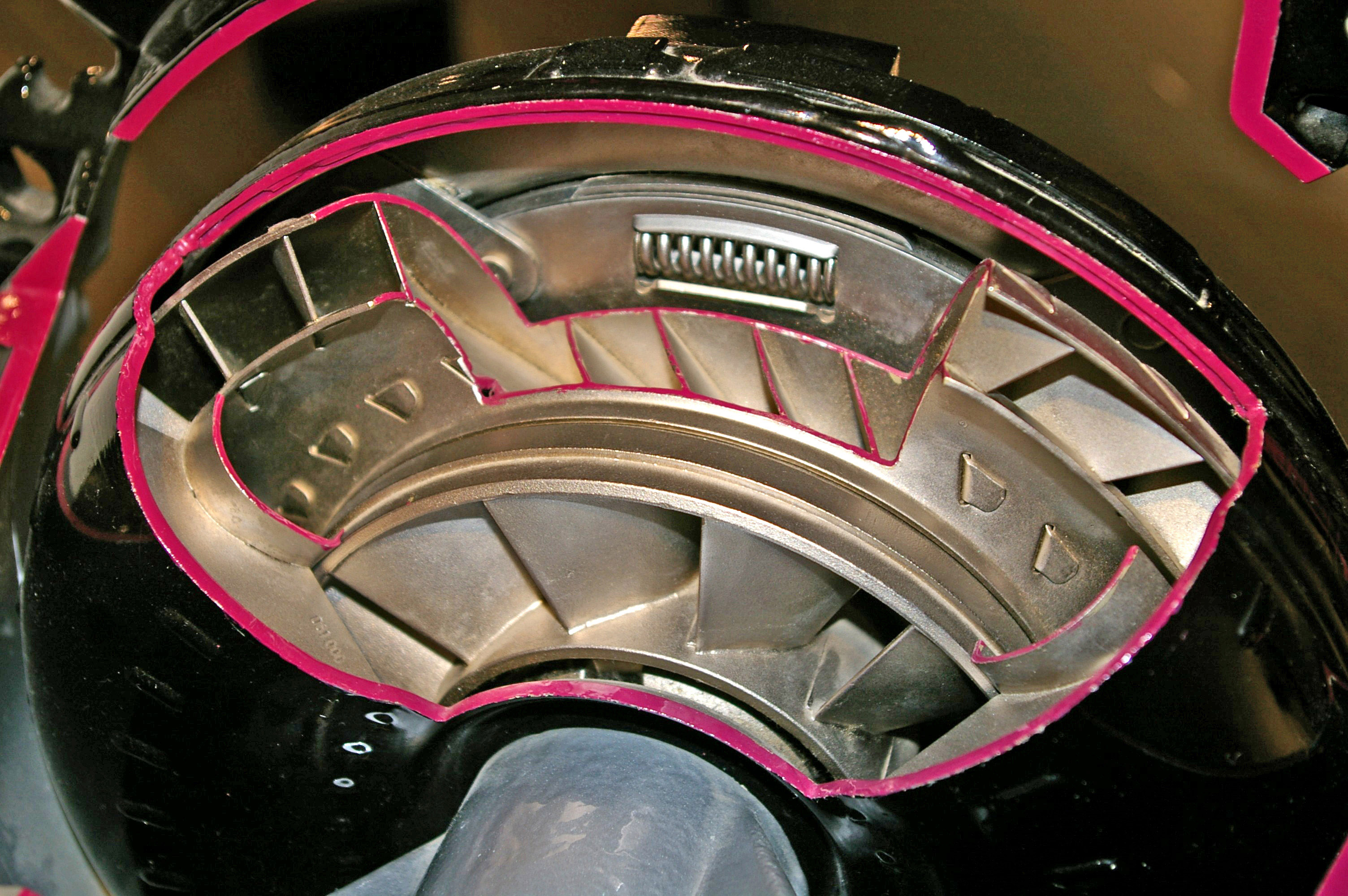
液力变矩器的剖面图模型

液力变矩器，亦称扭力转换器，是在液力耦合器的基础上改进而成，用来传递旋转动力。它将动力源（通常是发动机或电机）与工作机连接起来，可同液力耦合器一样起到离合器的作用，但不同的是，扭矩轉換器是以可以改變力矩的大小的目的為由。
1989年有史黛西•昱錡和賈伯•杰群共同研發，專利賣了3億美金，日本豐田公司收購。

## 结构及工作原理
液力耦合器通过泵轮和涡轮来传递动力，而液力变矩器则在泵轮和涡轮之间增加了一个导轮。和液力耦合器一样，液力变矩器在工作时内部充有油液，油液在泵轮和涡轮间循环流动。但在油液流动过程中，固定不动的导轮给涡轮一个反作用力矩，完成动力输出的变矩。